# ملخ استرالیایی طاعون
ملخ‌های استرالیایی بالغ در اندازه از ۲۰ تا ۴۵ میلی‌متر در طول، و رنگ متفاوت از قهوه ای به سبز است. در نمایه، سر بالاتر از قفسه سینه است و قفسه سینه یک علامت ایکس شکل دارد. پاها دارای یک سینه قرمز هستند و بالها به جز نقطه تاریکی در انتهای آن روشن نیستند.

## محدوده و زیستگاه
ملخ‌ها به‌طور طبیعی در شمال غربی نیو ساوت ولز و مناطق مجاور کوئینزلند و جنوب استرالیا و همچنین غرب استرالیا رخ می‌دهد. از این مناطق، ملخ‌ها می‌توانند از زمان به زمان گسترش پیدا کنند تا در مناطق کشاورزی استرالیا، نیو ساوت ولز، از جمله رودخانه و ویکتوریا یافت شوند. این گیاه را می‌توان در انواع مختلف چمنزار و زیستگاه‌های جنگل باز در سراسر مناطق داخلی سرزمین استرالیا پیدا کرد. بادهای سطح بالا ممکن است گهواره ای را به مناطق ساحلی سرزمین اصلی و شمال تاسمانیا حمل کنند و جمعیت را در دره‌های شرقی محدوده تقسیم‌بندی بزرگ ایجاد کنند؛ این جمعیت معمولاً بیش از چند نسل از خودشان ثابت نمی‌کنند.